# Otokar Rybář
Otokar Rybář (12. září 1865 Postojna – 12. ledna 1927 Bělehrad) byl rakouský právník a politik slovinské národnosti, předák Slovinců v Terstu, na počátku 20. století poslanec Říšské rady, po válce diplomat Království Srbů, Chorvatů a Slovinců.

## Biografie
Jeho otec Jan Rybář byl železničním úředníkem a inženýrem české národnosti. Otokar studoval v letech 1883–1887 právo na Vídeňské univerzitě, kde roku 1889 získal titul doktora práv. Od roku 1890 pracoval jako advokátní koncipient v Pazinu, od roku 1892 v Sežaně. Od roku 1895 vedl vlastní advokátní kancelář v Terstu. Zde byl také veřejně a politicky aktivní. Zastupoval slovinskou menšinu v Terstu. V letech 1907–1910 byl předsedou místní slovinské politické strany Edinost a až do roku 1918 předsedal i místní organizaci Sokola. Od roku 1900 zasedal jako poslanec Terstského zemského sněmu a byl členem obecní rady Terstu.
Na počátku 20. století se zapojil i do celostátní politiky. Ve volbách do Říšské rady roku 1907, konaných poprvé podle všeobecného a rovného volebního práva, získal mandát v Říšské radě (celostátní zákonodárný sbor) za obvod Terst 5. Byl členem poslanecké frakce Svaz Jihoslovanů. Mandát obhájil za týž obvod i ve volbách do Říšské rady roku 1911, byl nyní nezařazeným poslancem. K roku 1911 se profesně uvádí jako advokát. Na Říšské radě se profiloval jako obhájce zájmů Slovinců z Terstu. V roce 1911 prosadil revizi výsledků sčítání lidu v Terstu z roku 1910, když zpochybnil kritérium obcovací řeči. V roce 1917 se podílel na formulování Májové deklarace, kterou se jihoslovanští poslanci přihlásili k utvoření společného jihoslovanského správního útvaru v rámci federalizované monarchie. V roce 1918 předsedal Národní radě v Terstu a byl členem Národní rady v Záhřebu.
Po válce se zapojil do diplomatických služeb. V letech 1919–1920 reprezentoval Království Srbů, Chorvatů a Slovinců na mírové konferenci v Paříži, kde se podílel na dojednávání hranic mezi jihoslovanským státem a Rakouskem a Maďarskem. V roce 1921 a 1922 pak vedl delegaci Království Srbů, Chorvatů a Slovinců na konferencích nástupnických států v Římě. V letech 1920–1922 žil v Lublani a Bledu. Od roku 1922 byl velvyslancem v různých zemích. Na ministerstvu zahraničních věcí v Bělehradu vedl odbor pro mezinárodní smlouvy.